# Apalis caranegre
L'apalis caranegre (Apalis personata) és una espècie d'ocell passeriforme que pertany a la família Cisticolidae endèmica de les muntanyes de l'oest de la regió dels Grans Llacs d'Àfrica.

## Taxonomia
Va ser descrit científicament el 1902 pel zoòleg anglès Richard Bowdler Sharpe.
Es reconeixen dues subespècies:
- A. p. personata Sharpe, 1902 - es troba al nord-est i est de la República Democràtica del Congo, Uganda, Burundi i Ruanda;
- A. p. marungensis Chapin, 1932 - localitzada al sud-est de la República Democràtica del Congo.

## Distribució i hàbitat
Es troba a Burundi, l'est de la República Democràtica del Congo, Ruanda i Uganda.
L'hàbitat natural són els boscos humits tropicals de muntanya.